# Sonatine pour piano (Maurice Ravel)
Die Sonatine pour piano ist ein dreisätziges Klavierwerk, das Maurice Ravel in den Jahren 1903 (erster Satz) und 1905 (zweiter und dritter Satz), also etwa zur gleichen Zeit wie den Klavierzyklus Miroirs, komponierte.
Die Form des Werkes mit einem weitgehend lyrisch gestimmten Sonatensatz zu Beginn, einem Menuett an zweiter Stelle und einem schnellen Finale entspricht dem Modell der klassischen Sonatine; jedoch stellt das Stück aufgrund seiner pianistischen Faktur und vor allem seiner für Ravel und den sogenannten musikalischen Impressionismus typischen Harmonik keine Stilkopie dar, sondern reiht sich nahtlos in Ravels Klavierwerk zwischen Jeux d’eau und den Miroirs ein.
Die drei Sätze der Sonatine tragen folgende Tempobezeichnungen:
- Modéré (1. Satz)
- Mouvt de Menuet (2. Satz)
- Animé (3. Satz)